# Love Me Do
《Love Me Do》是披头士乐队的第一首单曲，以《P.S. I Love You》作为B面。这首单曲于1962年10月5日在英国发行后，在排行榜上冲到第17位；1982年，该曲被重新宣传（没有重新发行，保留了同样的编号），达到第4位。这首歌于1964年在美国登顶。2012年，这首歌在欧洲进入公有领域，现在有法律提议把版权再延长20年。

## 参与人员
英国和美国的单曲、专辑《Please Please Me》的版本：
- 保罗·麦卡特尼 – 人声、贝斯
- 约翰·列侬 – 人声、口琴、原声节奏吉他
- 乔治·哈里森 – 原声节奏吉他
- 林戈·斯塔尔 – 铃鼓
- 安迪·怀特（英语：Andy White (drummer)） – 架子鼓

## 脚注
1. ↑  .   [2014-03-15]. （原始内容存档于2020-09-21）.
2. ↑  Pollack 1990.
3. ↑  Gregory 2008.
4. ↑  . Rolling Stone.   [2014-03-15]. （原始内容存档于2017-12-22）.